# Let it Be (álbum de The Replacements)
Let It Be es el tercer álbum de estudio de la banda de rock estadounidense The Replacements, lanzado el 2 de octubre de 1984, por Twin/Tone Records. Let It Be, es un álbum alternativo con temas de maduración, fue grabado por la banda después de que abandonaran sus influencias del hardcore y el garage rock como en su álbum Hootenanny de 1983. El grupo decidió escribir canciones que fueran, en palabras del vocalista Paul Westerberg, "un poco más sinceras".
El álbum fue aclamado por la crítica y es considerado uno de los mejores álbumes de los años ochenta, por Allmusic y la revista Rolling Stone. La revista además lo posicionó como el 156° mejor álbum de la historia, en su lista «Los 500 mejores álbumes de todos los tiempos», y también se encuentra listado en 1001 Albums You Must Hear Before You Die. El crítico Robert Christgau lo nombró el décimo mejor álbum de los años ochenta. Más tarde dijo que, junto con el álbum de 1981 de X Wild Gift, Let It Be representaba la cima del indie rock estadounidense.

## Contexto

### Portada
La foto que aparece en la portada del álbum muestra a los cuatro integrantes de la banda, sentados en el tejado de una casa, con unas ventanas de fondo, que presumiblemente se tratan de las ventanas de una habitación de un segundo o tercer piso, por el tejado. La foto fue tomada en blanco y azul claro. Tanto el nombre del grupo (que aparece en la parte superior) como el del álbum (que aparece en la parte inferior izquierda) están escritos en letras rojas. La foto fue tomada en 1984.

## Lista de canciones
| N.º | Título                       | Duración |  |
| 1.  | «I Will Dare»                | 3:18     |  |
| 2.  | «Favorite Thing»             | 2:19     |  |
| 3.  | «We're Comin' Out»           | 2:21     |  |
| 4.  | «Tommy Gets His Tonsils Out» | 1:53     |  |
| 5.  | «Androgynous»                | 3:11     |  |
| 6.  | «Black Diamond»              | 2:40     |  |
| 7.  | «Unsatisfied»                | 4:01     |  |
| 8.  | «Seen Your Video»            | 3:08     |  |
| 9.  | «Gary's Got a Boner»         | 2:28     |  |
| 10. | «Sixteen Blue»               | 4:24     |  |
| 11. | «Answering Machine»          | 3:40     |  |

| Versión deluxe |                                                                                    |          |  |
| N.º            | Título                                                                             | Duración |  |
| 12.            | «20th Century Boy» (originalmente interpretada por T. Rex; de "I Will Dare", 1984) | 3:56     |  |
| 13.            | «Perfectly Lethal»                                                                 | 3:30     |  |
| 14.            | «Temptation Eyes» (originalmente interpretada por The Grass Roots)                 | 2:30     |  |
| 15.            | «Answering Machine» (demo)                                                         | 2:43     |  |
| 16.            | «Heartbeat – It's a Lovebeat» (originalmente interpretada por The DeFranco Family) | 2:55     |  |
| 17.            | «Sixteen Blue» (versión alternativa)                                               | 5:08     |  |

## Personal
The Replacements
- Chris Mars - batería, voz
- Bob Stinson - guitarra solista
- Tommy Stinson - bajo, voz
- Paul Westerberg - voz principal, guitarra rítmica, piano, mandolina en "I Will Dare", lapsteel en "Unsatisfied", producción

Músicos adicionales
- Peter Buck - solo de guitarra en "I Will Dare"
- Chan Poling - piano en "Sixteen Blue"

Personal técnico
- Steve Fjelstad - producción
- Peter Jesperson - producción